# صحافة التشهير بالمغرب
صحافة التشهير أو إعلام التشهير هي ظاهرة إعلامية في المغرب، انتشرت بداية من سنة 2013، حيث بدأت وسائل الإعلام المحسوبة على الأجهزة الأمنية أو «المقرّبة من القصر الملكي» المشاركة في حملات إعلامية تلطخ سمعة الأصوات الناقدة في البلاد، من خلال نشر أخبار تتعلّق بقضاياهم الأخلاقية، سواء أكانت حقيقية أو مفتعلة. تُعرف هذه الصحافة بقدرتها عن الإعلان عن اعتقالات النشطاء والصحفيين حتى قبل أن يتم ذلك.
غالبًا ما تحتوي المقالات التي تنشرها صحف التشهير على إهانات بذيئة ومعلومات شخصية. على سبيل المثال، من خلال كشف مستندات بنكية أو ملكية أرض، ولقطات شاشة لرسائل بريد إلكتروني خاصة، ومزاعم عن علاقات جنسية (أو تهديدات حول كشفها)، وهوية رفقاء السكن وتفاصيل السيرة الذاتية التي تعود أحيانًا إلى الطفولة، بالإضافة إلى معلومات عن آباء المستهدفين وأقربائهم.
تعتبر العديد من وسائل الإعلام بالمغرب جزءًا من هذا النوع من الصحافة، منها: شوف تيفي، وبرلمان.كوم، ولو360 ، والأحداث المغربية، وكواليس.

## قضايا عُرفت بها صحافة التشهير

### قضية عمر الراضي
بين 7 يونيو و15 شتنبر 2020، أحصت منظمة هيومن رايتس ووتش 136 مقالا على الأقلّ يهاجم الصحفي عمر الراضي، وأسرته، ومؤيديه على المواقع الإخبارية المغربية شوف تيفي، وبرلمان، و لو360، في نسخها العربية والفرنسية.

### قضية سليمان الريسوني
بدأت حملة صحافة التشهير حول الصحفي سليمان الريسوني شهورا قبل اعتقاله، حيث وضّحت زوجته أن «بعض المواقع الإلكترونية نشرت بيانات شخصية ومعلومات تخصها وتخص زوجها وابنها الرضيع وأيضاً والدها، ولفّقت قصصاً وهمية لتهويل الملفّ الذي يحاكَم فيه الريسوني».
قبل يومين من اعتقاله وجّه سليمان الريسوني شكاية إلى المجلس الوطني للصحافة (هيئة منتخبة تُعنى بإدارة قطاع الإعلام) والمجلس الوطني لحقوق الإنسان ومكتب وزير حقوق الإنسان، بشأن حملة التشهير والسبّ والقذف التي تقودها مواقع إلكترونية ضده، ورغم مرور أشهر لم يتوصل إلى أي جواب

## حملات ضد صحافة التشهير
في شتنبر 2019، أطلق عشرات الصحافيين المغاربة، حملة إعلامية لمواجهة صحافة التشهير، على خلفية التناول غير المهني لعدد من المؤسسات الإعلامية لخبر اعتقال الصحافية هاجر الريسوني واتهامها بالفساد والإجهاض. دعا هؤلاء الصحفيون خلال تلك الحملة النخب الوطنية، والجمعيات الحقوقية والأحزاب السياسية والجهات الرسمية والقراء إلى «عدم التعامل ومقاطعة وسائل الإعلام، التي تحترف التشهير».
خلال شهر يوليوز 2020، قام أزيد من 110 صحفي مغربي بتحرير في بيان رسمي يدعو السلطات المغربية إلى اتخاذ إجراءات ضد «وسائل الإعلام المشوهة للسمعة». ويدعو البيان بشكل خاص وزارة الاتصال والمجلس الوطني للصحافة ومجموعة المعلنين المغاربة إلى اتخاذ «عقوبات تأديبية» ضد كل من يخالف مدونة الأخلاق.